# World of Warcraft: Mists of Pandaria
World of Warcraft: Mists of Pandaria (с англ. — «Мир военного ремесла: Туманы Пандарии») — четвёртое дополнение к компьютерной игре World of Warcraft, анонсированное 21 октября 2011 года на BlizzCon 2011 и вышедшее 25 сентября 2012 года.
Действие дополнения разворачивается примерно через год после окончания событий дополнения Cataclysm на новом материке, называемом Пандария, и связано со сражением Орды и Альянса за контроль над землями материка.

## Сюжет
Когда Смертокрыл (англ. Deathwing) был повержен, Орда и Альянс возобновили тлеющий конфликт с новой силой. Гаррош Адский Крик (англ. Garrosh Hellscream) воспользовался возможностью, чтобы нанести удар по Альянсу и расширить территории Орды на Калимдоре. Его нападение с использованием манабомбы полностью уничтожило и разрушило город Терамор. В результате разрушительной морской стычки силы Альянса и Орды были выброшены на берег окутанного туманом острова Пандария, появившегося в открытом море вопреки современным картам и схемам. Когда обе враждующие фракции закрепились на богатом ресурсами континенте, они вступили в контакт с благородными пандаренами. Эта древняя раса надеялась с помощью Альянса и Орды рассеять Ша — тёмных эфемерных существ, похороненных в этих землях ещё во времена Войны Древних.
Когда армии двух фракций столкнулись на берегах континента, вождь Гаррош Адский Крик отправил элитные войска Орды на поиски Божественного Колокола — древнего артефакта могу, способного наделить его солдат невообразимой силой. Однако смелые и безрассудные действия Гарроша взымели ужасные последствия для Орды, включая вспышку насилия против троллей Чёрного Копья и изгнание эльфов крови из некогда нейтрального города магов Даларана. Хотя Гаррош овладел колоколом, принц Андуин Ринн (англ. Anduin Wrynn) и секретные агенты Альянса из ШРУ сорвали планы Гарроша, что привело к уничтожению артефакта.
Пока в Пандарии бушевала война между Ордой и Альянсом, разрозненные могу замыслили вернуть былую славу. Они возродили свой исторический союз с троллями Зандалари, которым удалось воскресить тиранического императора могу — Лэй Шэня, Властелина Грома (англ. Lei Shen, King of Thunder). Джайна Праудмур (англ. Jaina Proudmoore) во главе армии Кирин-Тора попыталась найти источник силы могу (и скрыть его от Орды), а регент Лор’темар Терон (англ. Lor'themar Theron) повел войска Похитителей Солнца на поиски разрушительного оружия могу, которое требовалось для исполнения дерзкого плана — начала восстания против Гарроша Адского Крика.
Стремясь к власти и могуществу, Гаррош Адский Крик в поисках зловещего артефакта начал раскопки в священном Вечноцветущем доле, что настроило пандаренов против Орды. Тем временем в столице Орды Оргриммаре вождь Вол’джин (англ. Vol'jin) и тролли Черного Копья были объявлены предателями, и на них начала охоту Кор’крон — элитная гвардия Адского Крика. Тролли Вол’джина отступают в Дуротар и Степи, чтобы собрать припасы и подкрепления для контрудара, полагаясь на поддержку своего бывшего вождя Тралла (англ. Thrall).
Под Вечноцветущим долом Гаррош обнаружил сердце древнего бога И’Шараджа (англ. Y'Shaarj). Чтобы усилить свою армию, он осквернил священные воды Вечноцветущего дола и объявил войну всему миру. Вождь также разорвал союз с расами Орды, чтобы создать собственную «Истинную Орду».
Лидеры Альянса и Орды осадили Оргриммар, чтобы свергнуть безжалостного Вождя. После того, как самые верные и могущественные слуги Гарроша пали, Оргриммар и его подземная крепость была взята штурмом. Лидеры Альянса и Орды соглашаются привлечь Гарроша к ответственности за военные преступления. За его вклад в свержении Гарроша, Тралл назначает Вол’джина новым вождём Орды, а король Вариан Ринн (англ. Varian Wrynn) решает окончить противостояние с Ордой.

## Нововведения

### Технические нововведения
Игровой движок был улучшен, что позволило внести следующие изменения:
- Поддержка SSAO;
- Увеличена максимальная дальность прорисовки;
- Увеличена детализация мира;
- Повышена проработанность текстур земли;
- Улучшения в системе теней и освещения[1][2].

### Игровой процесс
Дополнение внесло значительные изменения в игровой процесс. Была полностью переработана система получения навыков и талантов, изменены большинство характеристик персонажей, максимальный уровень персонажа был повышен до 90-го, а на карте мира появился новый континент — Пандария, жители которого, пандарены, стали новой расой, доступной для выбора, а список существующих игровых классов был пополнен монахом. В отличие от всех существующих внутриигровых рас, пандарены изначально нейтральны и могут присоединиться к Альянсу или Орде после выполнения заданий в стартовой зоне — Скитающемся острове.

### Пандария

Внешний вид нового континента

Пандария расположена южнее Водоворота симметрично Нордсколу.
Континент разбит на 7 зон:
- Нефритовый лес;
- Вершина Кунь-Лай;
- Долина Четырёх Ветров;
- Красарангские джунгли;
- Танлунские степи;
- Жуткие пустоши;
- Вечноцветущий дол[7].

### Подземелья и рейды
В новом дополнении были введены 6 новых и 3 изменённых старых подземелья, а также были добавлены 3 рейдовых подземелья, рассчитанных как на 10, так и на 25 игроков и доступных в трёх режимах: через систему поиска рейдов (только в режиме 25 игроков), в обычном и героическом режимах. Также добавлены 2 новых мировых босса, которые стали доступны сразу же после выхода дополнения.

### Сценарии
PvE-сценарии представляют собой короткие инстансы (персонализированное подземелье), для прохождения которых требуется выполнить определённые цели — например, захватить контрольную точку. Для прохождения сценария требуется 3 игрока. В отличие от обычных подземелий и рейдов, сценарии не предъявляют особых требований к роли персонажа — например, сценарий может быть пройден тремя бойцами, в то время как для прохождения подземелья требуется также танк (игрок, принимающий урон и внимание противников к себе) и лекарь. Награды за прохождение сценария — PvE-валюта (очки справедливости или доблести) и сумка, в которой могут быть редкие ездовые животные и другие предметы.

### Режим испытаний
Этот режим предполагает прохождение существующих в игре подземелий на время. Чем быстрее группа завершит прохождение, тем больше очков опыта и тем лучшую награду они получат. В зависимости от длительности прохождения, группа будет награждена бронзовой, серебряной или золотой медалью. После прохождения всех доступных подземелий с одной и той же степенью награды, игроку будет выдаваться дополнительный бонус (наградное звание, ездовое животное или уникальный набор предметов для трансмогрификации, созданный специально для каждого класса с определёнными визуальными эффектами, которые активируются при определённых условиях: использовании определённого заклинания, прыжке и т. д.).

### Кросс-серверные зоны
Новая технология, представленная Blizzard Entertainment, позволит сделать некоторые зоны в мире общедоступными для игроков нескольких игровых миров подряд. Это было сделано для повышения популяции малозаселённых игровых миров.

### PvP
Хотя разработчики декларировали возврат к концепции мирового PvP, это не помешало им добавить в игру три новых поля боя — Храм Котмогу, Серебряные копи и Каньон Суровых Ветров вместе с Ареной Тол’вир. Вскоре после выхода дополнения было объявлено о начале 12-го сезона PvP.

### Мировые боссы
В Mists of Pandaria разработчики вернули в игру мировых боссов. Для убийства таких боссов требовалось собрать группу, состоящую минимум из 10 игроков. На момент выхода дополнения в игре находилось 2 новых мировых босса: Ша Злости и Отряд Сальиса, которые находились на Вершине Кунь-Лай и Долине Четырёх Ветров соответственно. С них можно получить экипировку 489 уровня предмета и часть предметов из наборов экипировки Т14 и А12, предназначенных соответственно для PvE и PvP.

#### Обновление 5.2
В обновлении 5.2 «Властелин Грома» было добавлено 2 новых мировых босса: громовой змей Налак, находящийся на подступах к рейдовому подземелью «Престол Гроз» и дьявозавр Ундаста. С них можно получить экипировку 522 уровня предмета и часть предметов из наборов экипировки Т15 и А13, предназначенных соответственно для PvE и PvP.

#### Обновление 5.4
В обновлении 5.4 «Осада Оргриммара» было добавлено 5 новых мировых боссов: Августейшие Небожители (Нефритовая змея Юй’лун, Чёрный бык Нюцзао, Белый тигр Сюэнь и Красный журавль Чи-Цзи) и Ордос. Все мировые боссы, добавленные в этом обновлении, находятся на Вневременном острове. Августейшие небожители предназначены для основной массы игроков, и с них можно получить экипировку 553 уровня предмета и часть предметов из наборов экипировки Т16 и А14, предназначенных соответственно для PvE и PvP.
Ордос же предназначен для более опытных игроков, и для того, чтобы получить к нему доступ, игрок должен предварительно выполнить длинную и сложную цепочку заданий у Гневиона. С него можно получить экипировку 559 уровня предмета.

### Бои между небоевыми спутниками
Небоевые спутники теперь могут сражаться в пошаговом режиме как против спутников других игроков, так и с дикими небоевыми спутниками в их среде обитания. Выиграв бой против дикого спутника, игрок получает возможность захватить его. Игроки могут пообщаться с мастером по тренировке таких питомцев и сражаться с их спутниками. Если игрок побеждает в битве, то его небоевой спутник может выучить новые способности. Вся информация о таких спутниках, их уровнях и способностях будет помещена в Журнал питомцев. Доступны 10 классов спутников, каждый из которых обладает определёнными достоинствами и недостатками.

### Бойцовская гильдия
Бойцовская гильдия — одно из нововведений обновления 5.1. Это закрытый клуб, членам которого предлагается в одиночку сразиться с самыми опасными монстрами Азерота. Повышая рейтинг с бойцовской гильдией можно будет получить разнообразные награды. Попасть в Brawler’s Guild не так просто — изначально доступно лишь небольшое количество приглашений. Достигнув определённого ранга в клубе, игрок получит приглашение, которое можно отдать другому игроку, ещё не являющемуся членом бойцовской гильдии, или продать.

## История создания

### Создание и тестирование
28 июля 2011 года Blizzard зарегистрировали новый товарный знак — Mists of Pandaria. Пандарены были заявлены как одна из вымышленных рас из вселенной Warcraft..
21 октября 2011 года на сайте battle.net появилась информация, официально подтверждающая новое дополнение для игры.
19 марта 2012 года состоялся пресс-тур, посвящённый разработке дополнения. 22 марта началось бета-тестирование нового дополнения.
25 июля 2012 года было объявлено об официальной дате выхода Mists of Pandaria — 25 сентября 2012 года. Также с 25 июля была предоставлена возможность предварительного заказа электронной версии.

### Выход игры
29 августа 2012 года обновление 5.0.4, содержащее контент Mists of Pandaria, было установлено на игровые миры. Игроки не имели доступа к содержимому нового дополнения. 12 сентября обновление 5.0.5, исправляющее ошибки, появившиеся в обновлении 5.0.4 и корректирующее игровой баланс, было применено на игровые миры. 25 сентября состоялся выпуск дополнения на европейских и американских игровых мирах. Игроки получили доступ к содержимому Mists of Pandaria.

### Обновление 5.1
5 октября 2012 года было объявлено о скором применении обновления 5.1 на тестовые игровые миры. Нововведения этого обновления включают в себя обострение конфликта между Ордой и Альянсом на Пандарии, новые ежедневные задания, улучшения интерфейса битвы между не боевыми питомцами, но не ограничиваются этим. 15 октября обновление было применено на тестовые игровые миры. 4 декабря обновление 5.1 «Высадка» вступило в силу.

### Обновление 5.2
21 декабря 2012 года на официальном сайте World of Warcraft было размещено сообщение «Властелин Грома возвращается», в котором было сообщено о применении PTR-версии обновления 5.2. 24 декабря на англоязычной версии сайта были размещены изменения, которые будут применены в обновлении 5.2. Само же обновление будет применено позже. 3 января обновление было применено на тестовые игровые миры. Нововведения этого дополнения включают в себя новое рейдовое подземелье, двух новых мировых боссов, значительное изменение баланса игры и другие изменения. 6 марта обновление 5.2 вступило в силу.

## Отзывы
| Сводный рейтинг | Сводный рейтинг |
| Агрегатор       | Оценка          |
| --------------- | --------------- |
| GameRankings    | 82,80 %         |